# 登録検査機関
登録検査機関（とうろくけんさきかん）とは、日本の法律で定められる検査等を行う機関の総称。複数の法律で、性質の異なる「登録検査機関」が定められている。以下の3つのものがある。
- 電気用品安全法において定められる登録検査機関（経済産業省所管・旧指定検査機関）
- 食品衛生法において定められる登録検査機関（厚生労働省所管）
- 農産物検査法において定められる登録検査機関（農林水産省所管）